# گردان‌های المختار
گردان‌های المختار که سرایا المختار یا مقاومت اسلامی بحرین نیز نامیده می‌شود، یک جنبش سیاسی ـ نظامی شیعه در بحرین است که در چندین حمله علیه اهداف دولتی در بحرین شرکت داشته است. این سازمان توسط چندین کشور از جمله ایالات متحده و بریتانیا به عنوان یک سازمان تروریستی طبقه‌بندی شده است. ایالات متحده و بحرین هر دو سپاه پاسداران انقلاب اسلامی را به حمایت از این سازمان متهم کرده‌اند. سرایا المختار یکی از جنبش‌های اصلی مخالف حکومت در بحرین است که افراد عضو آن مسلح هستند.